# Kamieniołomy w Choroniu
Kamieniołomy w Choroniu – nieczynne kamieniołomy wapienia we wsi Choroń w województwie śląskim, w powiecie myszkowskim, w gminie Poraj. Znajdują się na polach po północno-wschodniej stronie obszaru zabudowanego. Pod względem geograficznym jest to obszar Wyżyny Częstochowskiej.
Kamieniołomy były własnością dworu i wydobywano w nich wapienie do lat 50. XX wieku. Pod sam koniec ich eksploatacji uruchomiono także wapiennik do ich wypalania. Stoi do tej pory w zarośniętym chaszczami jednym z wyrobisk kamieniołomów. Po lewej stronie drogi Biskupice – Choroń znajduje się oczyszczone z drzew wyrobisko drugiego z tych kamieniołomów.
Wydobywano tutaj wapienie pochodzące z późnej jury. Są one wychodnią na kueście tzw. serii skalnej, płyty pochylonej w kierunku północno-wschodnim. W wapieniach chorońskich kamieniołomów występują amonity, rynchonelle i belemnity.

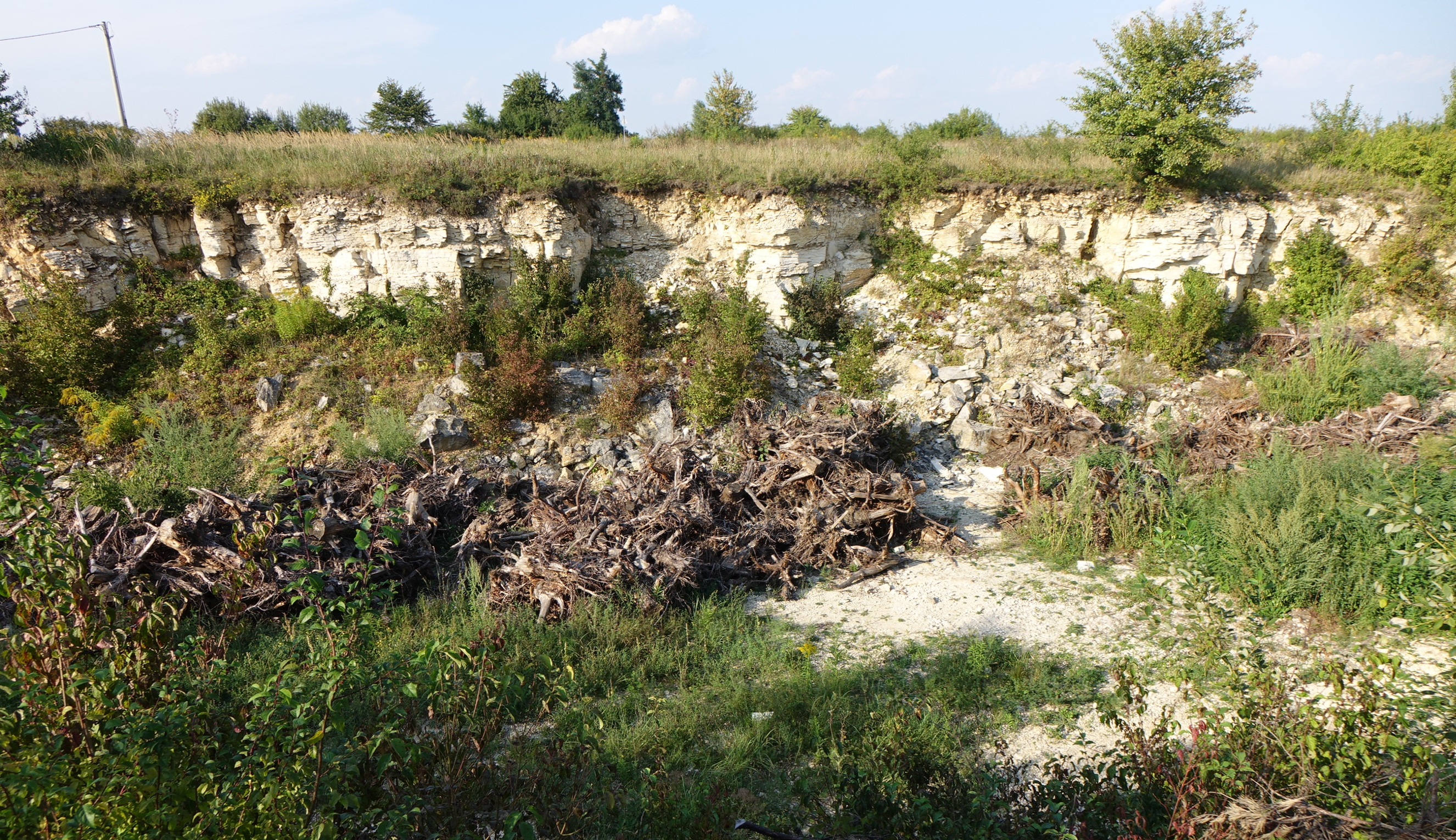
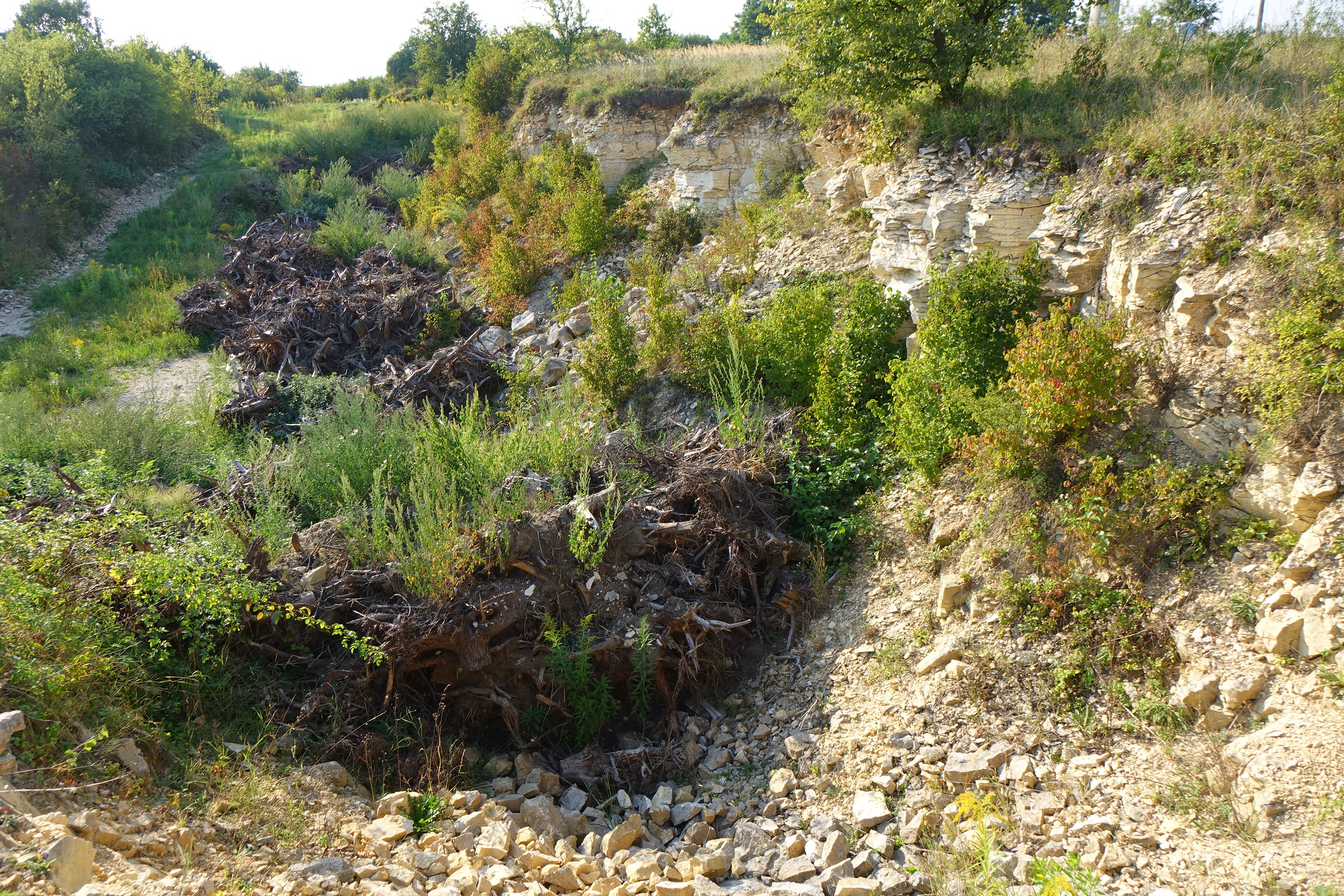
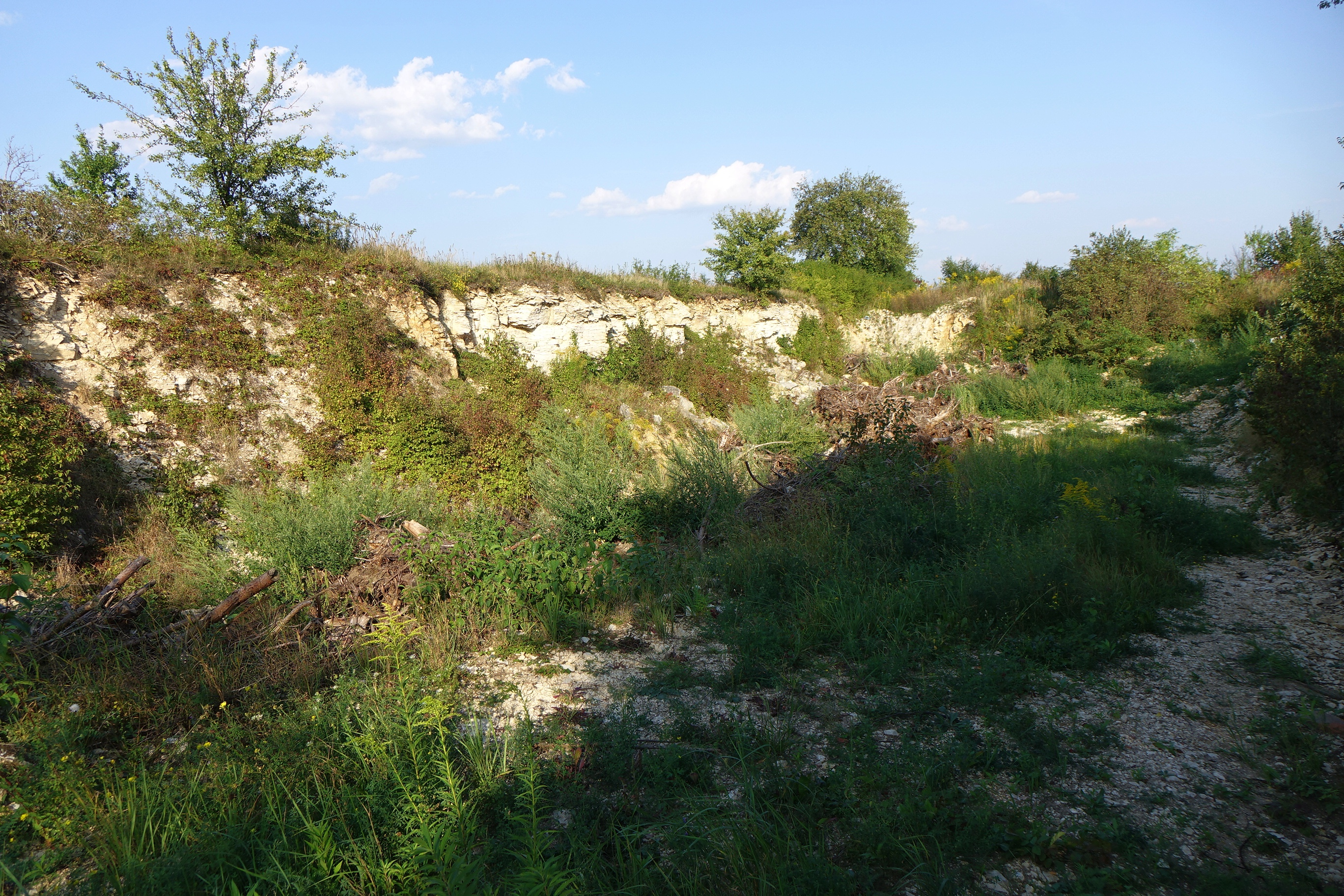
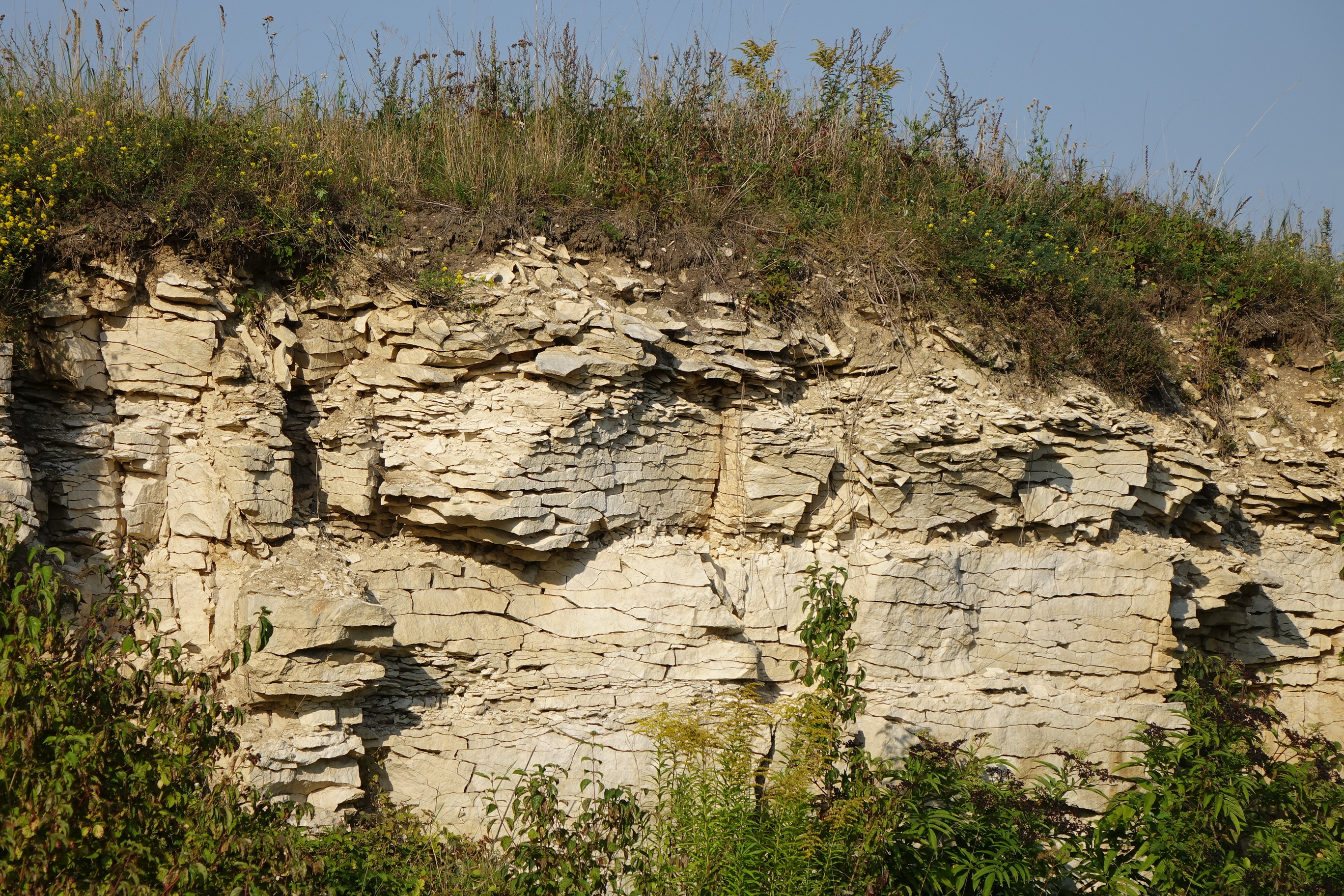
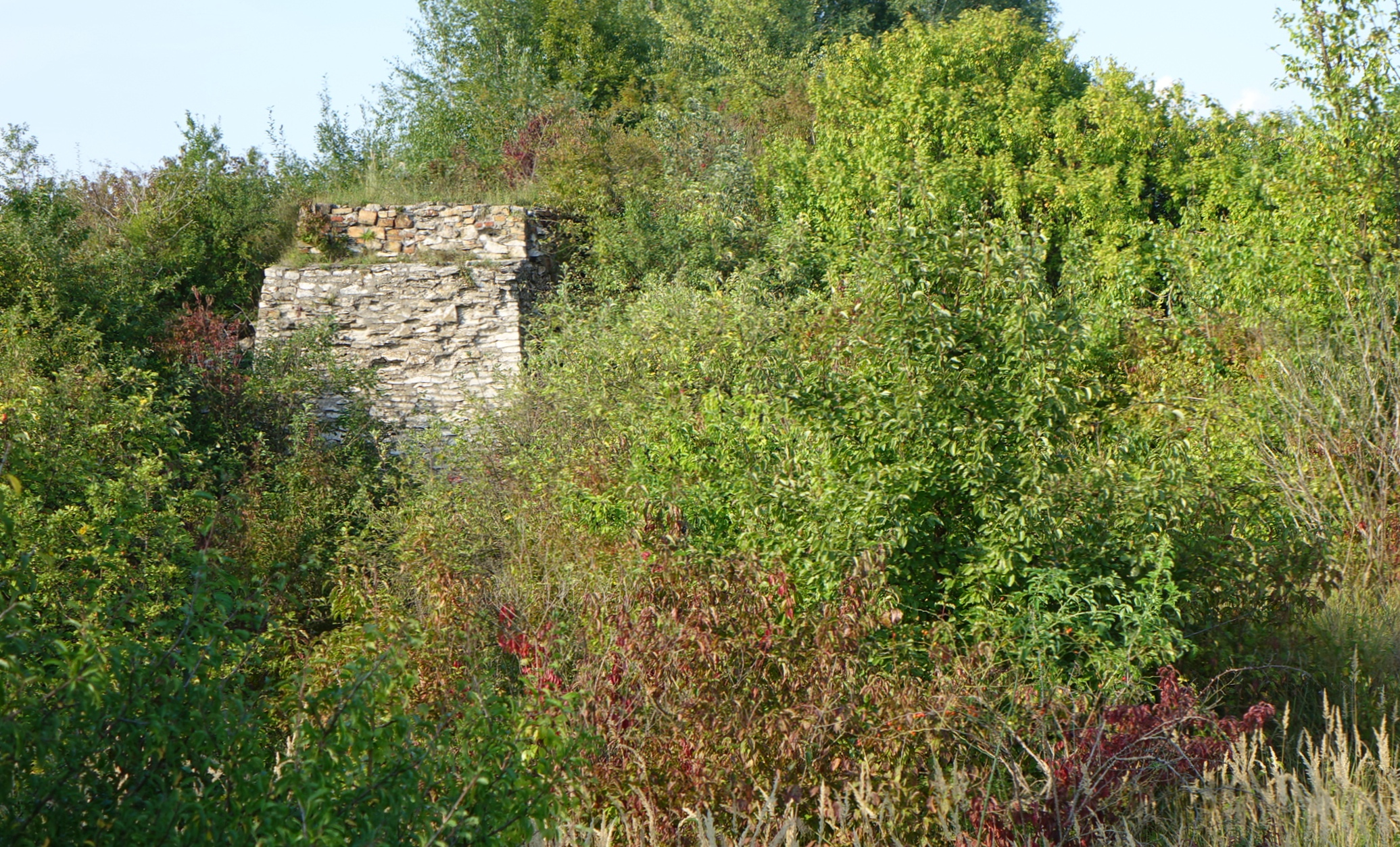